# Broken Bones
Broken Bones est un groupe britannique de punk hardcore, originaire de Stoke-on-Trent, en Angleterre. Formé en 1983 par Anthony « Bones » Roberts, ce dernier recrute bientôt son frère Terence « Tezz » Roberts. Bones et Tezz avaient déjà joué dans le groupe Discharge. Ils s'inspirent de leur passage dans Discharge pour former Broken Bones, mais ont insufflé un son plus rapide et plus influencé par le metal, contribuant ainsi à faire évoluer le genre connu sous le nom de crossover. Ils comptent huit albums, trois EP et plusieurs singles. Le groupe a connu de nombreux changements de line-up au fil du temps et a effectué des tournées internationales.

## Histoire

### Débuts
Broken Bones est originaire de Stoke-on-Trent, en Angleterre, et est fondé par le guitariste Anthony « Bones » Roberts en 1983,, après son départ de Discharge. La formation originale comprend le frère jumeau de Tony, Terence « Tezz » Roberts (également ex-Discharge) à la basse, Nick « Nobby » Dobson au chant et le batteur Darren « Bazz » Burgress.
Leur premier single Decapitated sort en janvier 1984, suivi du single Crucifix en mai 1984. Terry Roberts quitte le groupe pour rejoindre U.K. Subs et Paul « Oddy » Hoddy le remplace à la basse. Cette formation signe chez Fall Out Records et enregistre le premier album du groupe, Dem Bones, produit par Mike Stone. Ils tournent en Europe et en Amérique du Nord, principalement en première partie. En Allemagne, les deux premiers singles sont rassemblés sur le mini-album I. O. U... Nothing et publiés par Aggressive Rock Produktionen.

### Changements et dissolution
Au cours de leur tournée nord-américaine, le groupe rencontre James Hetfield et Scott Ian lors de leur concert CBGB à New York. À leur retour en Grande-Bretagne, le chanteur Nick Dobson annonce souhaiter rester aux États-Unis. Hoddy passe alors au chant, réduisant le groupe à un trio. Avec ce line-up, le single See Through My Eyes est enregistré, produit par Colin Jerwood. Les chansons ont également été incluses dans l'album Bonecrusher uniquement aux États-Unis, sorti via Combat Core Records (le reste figurait sur un EP inédit). Vers la fin de 1985, Hoddy part rejoindre Conflict et Terry Roberts passe à la basse. L'album FOAD sort à ce moment. Le groupe se saépare peu après.

### Reformations successives
Plus tard, le groupe se reforme une fois de plus avec le line-up original pour enregistrer l'EP Trader in Death, sur les enregistrements RFB[Quoi ?] nouvellement formés appartenant à Rab Fae Beith de UK Subs, Le groupe cite ce un disque comme son meilleur enregistrement. Bones reforme le groupe avec un nouveau line-up composé de Cliff à la batterie, Quiv au chant et Darren « Thrasher » Harris (de Exit Condition) à la basse. C'est là que le groupe prend une tournure plus metal avec sa musique, en sortant Losing Control. Deux autres albums suivront avec le 12 pouces Religion is Responsible et un autre album Stitched Up Après la sortie de ces albums, les tournées et les enregistrements du groupe tombént en rémission.
En 1996, Broken Bones se reforme, avec Bones à la guitare, Quiv au chant, Hoddy à la basse et Dave à la batterie. Ils sortent leur premier album studio en huit ans, Without Conscience en 2001 et en 2004, ils sortent Time for Anger, Not Justice. Les deux albums ramènent le groupe à ses racines en jouant la marque de hardcore pour laquelle il est le plus connu. Le groupe se produit encore régulièrement en concert et en tournée. Ils sont le dernier groupe à jouer avant la fermeture du concert British Invasion à San Bernardino en 2006. Ils jouent leur dernier concert avec ce line-up en première partie des UK Subs en 2010.
En 2012, Broken Bones se reforme à nouveau, cette fois avec le membre original Tezz Roberts de retour à la basse, Bones à la guitare solo, Jeff « JJ » Janiak au chant, Andy Dawson à la batterie, et Karl « Egghead » revient également dans le groupe. Karl Morris et Andy quittent le groupe et Dave Bridgewood revient dans la formation. En 2013, ce line up a enregistré l'EP Dead & Gone (également connu sous le nom de Vigilante aux USA)

## Influences
Broken Bones est cité comme une influence par certains des groupes punk, metal et hardcore les plus importants, tels que Metallica, Anthrax, Hatebreed et bien d'autres. Ils ont également joué un rôle clé dans le développement du thrash metal (et de son dérivé, le crossover thrash), des groupes comme Slayer les citent comme une influence majeure[réf. nécessaire].

## Discographie
Les classements indiqués proviennent du UK Indie Chart.

### Albums studio
- 1984 : Dem Bones (1984 Fall Out Records)  (No. 5)
- 1985 : Live at the 100 Club (auto-produit)
- 1985 : Bonecrusher (Combat Core), uniquement aux États-Unis
- 1987 : F.O.A.D (Fall Out Records)
- 1987 : Losing Control (Heavy Metal Recordings)
- 1991 : Stitched Up (Rough Justice)
- 2001 : Without Conscience (Rhythm Vicar)
- 2004 : Time for Anger, Not Justice (Dr. Strange Records)
- 2009 : Fuck You and All You Stand For (Rodent Popsicle Records)

### EP
- 1984 : I..O..U....Nothing (AG 0035 Aggressive Rock Produktionen) (Allemagne)
- 1987 : Trader in Death (Heavy Metal Recordings) (No. 21)
- 2015 : Dead and Gone (Punkerama/Breed)

### Singles
- 1983 : Decapitated (Fall Out Records) (No. 10)
- 1983 : Crucifix (Fall Out Records) (No. 12)
- 1985 : Seeing Through My Eyes (Fall Out Records) (No. 6)
- 1986 : Never Say Die (Fall Out Records) (No. 23)
- 1992 : Religion Is Responsible" (Heavy Metal Records)
- 2003 : No One Survives (Dr. Strange Records)
- 2009 : Death Walks the Streets (Dr. Strange Records)
- 2014 : Vigilante (Dr. Strange Records)

### Compilations
- 1987 : Decapitated (Fall Out Records)[7]
- 1992 : Brain Dead (Rough Justice)
- 1996 : Complete Singles (Cleopatra Records)[7]
- 2010 : Bone Club, The Very Best of (Jungle Records)